# Chrysobothris purpureoplagiata
Chrysobothris purpureoplagiata es una especie de escarabajo del género Chrysobothris, familia Buprestidae. Fue descrita científicamente por Schaeffer en 1904.
Mide 6-7 mm.
Se encuentra en California, Arizona y México.